# Сухорєччя (Нижньогородська область)
Сухорєччя (рос. Сухоречье) — присілок в Воскресенському районі Нижньогородської області Російської Федерації.
Населення становить 27 осіб. Входить до складу муніципального утворення Воздвиженська сільрада.

## Історія
Від 2009 року входить до складу муніципального утворення Воздвиженська сільрада.

## Населення
| 1999 | 2002 | 2010 |
| ---- | ---- | ---- |
| 47   | ↘45  | ↘27  |